# Ichoria multigutta
Ichoria multigutta là một loài bướm đêm thuộc phân họ Arctiinae, họ Erebidae.